# Vadkörte
A vadkörte vagy vackor (Pyrus pyraster), a rózsavirágúak (Rosales) rendjébe, a rózsafélék (Rosaceae) családjába és az almaformák (Maloideae) alcsaládjába tartozó faj.

## Története
Az 1753-ban megjelent Linné – Species plantarumában a nemes körtét és a vadkörtét még nem választották el egymástól. Pyrus communis néven szerepelt, s a vadkörtét e faj egyik változatának (latinul variance pyraster) tekintették. Később Burgsdorff 1787-ben fajnak nyilvánította. A nemes körtefajtákkal való kereszteződés és kivadulás miatt azonban nehéz élesen meghúzni a fajok közti határokat, így több botanikus inkább a régi Linné-féle nevet használja. A vadkörte szinonim nevei közül még gyakran felbukkan a Gärtner-féle, az 1791-ben adott Pyrus achras.

## Elnevezés eredete
A Pyrus latinul magát a körtét jelölte, a klasszikus latin pirus írásmódot még Linné torzította pyrusra, és később az honosodott meg. A communis a latinban közönségest jelent. Ezt közismertsége miatt ragasztotta rá Linné. A pyraster a pyrus és a görög aster (csillag) összeolvadásából keletkezett, utalva a keresztben felvágott termés csillag alakúan elhelyezkedő magházaira. Az achras szintén görög jelző, a klasszikus görög nyelvben az élvezhetetlent jelöli.

## Előfordulása

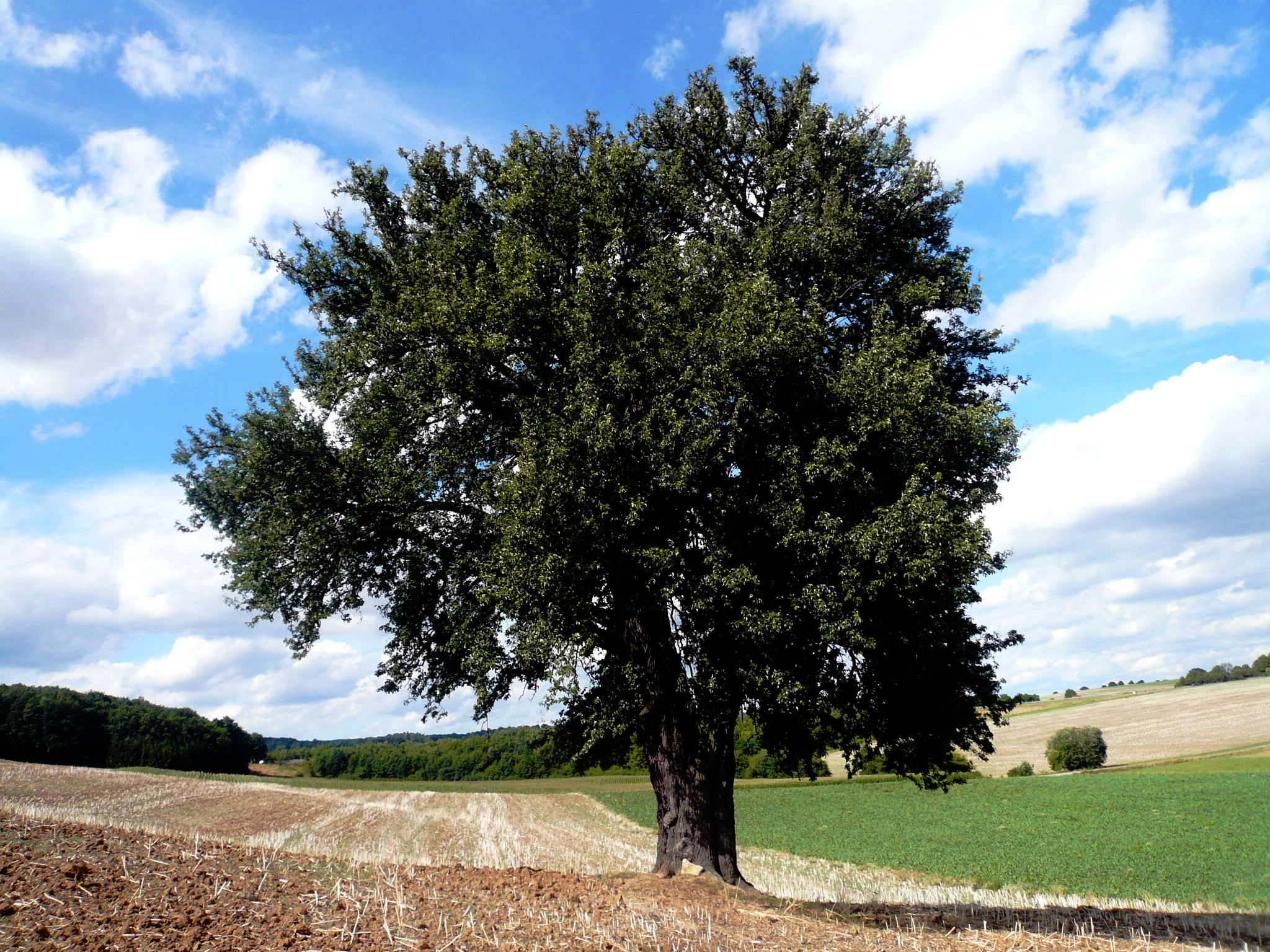
Vadkörtefa

A termőhely iránt nem igényes, egyaránt előfordul bükkös, gyertyános tölgyes, kocsánytalan tölgyes-cseres, valamint erdőssztyepp környezetben. Megtalálható karsztbokor erdőkben, száraz tölgyesekben, tölgy-szil-kőris ligetekben, főleg az erdőszegélyen, valamint erdőből kialakított legelőkön hagyásfaként.
Magyarországon mindenhol előfordul. Nem számít ritka növényfajnak. Vannak vidékek, ahol még az Alföldön (Kiskunfélegyháza, Nyárlőrinc, Ócsa környékén) is gyakori.
Utak szélén, felhagyott szőlőkben, gyümölcsösökben, legelőkön hagyásfaként sokfelé előfordul. Egyes vidékeken (például a Szentendre–Visegrádi-hegység és a  Pilis területén) kifejezetten gyakori.
Még fontos előfordulási helyei: Pomáz és a majorok vidéke (Pankos-tető, Kiskovácsi-puszta), Visegrád környéke, Leányfalu, Hidegvizek-Postarét, Szentendre, Pilisszentkereszt (különösen a völgy keleti oldala), Csobánka, Pilisszentlászló, Pilisszántó.

## Termése

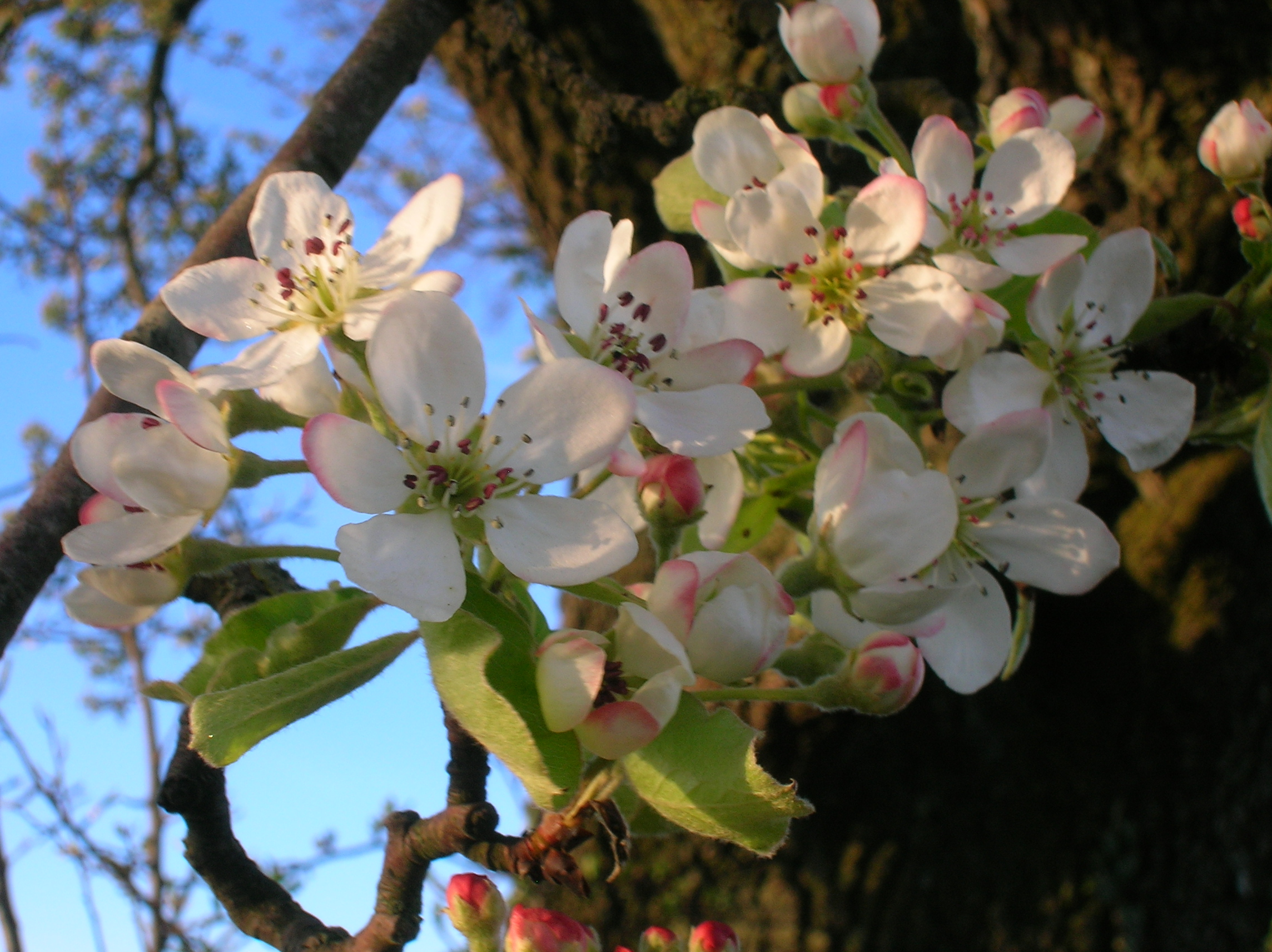
Vadkörte virága

Hat vagy tizenkét fehér virágú fürtje a rövidhajtások csúcsán áprilisban, a lombfakadással egyidejűleg jelenik meg. A húsz porzószál portokjai jellegzetesen bíborpirosak. 
A termés változatos alakú lehet. Nagyon hosszú kocsányú, gömbölyded, 2-3 centiméternyi áltermése szeptemberben és októberben érik; kövecses húsú és igen fanyar ízű. A rózsafélék családján (latinul Rosaceae) belül az almafélék alcsaládjára (latinul Maloideae) jellemző, amikor a kiszélesedő vacokba rendszerint csoportos tüsző süllyed. A termésfalak körül kősejtek találhatók, sokszor teljesen kőkeménnyé téve még a megérett termést is.
A gyűjtők többnyire a lehullott, erjedésre kevésbé érzékeny gyümölcsöt szedik össze, de szokták azt a fa alá kiterített ponyvára vagy fóliára is leverni.

## Fája

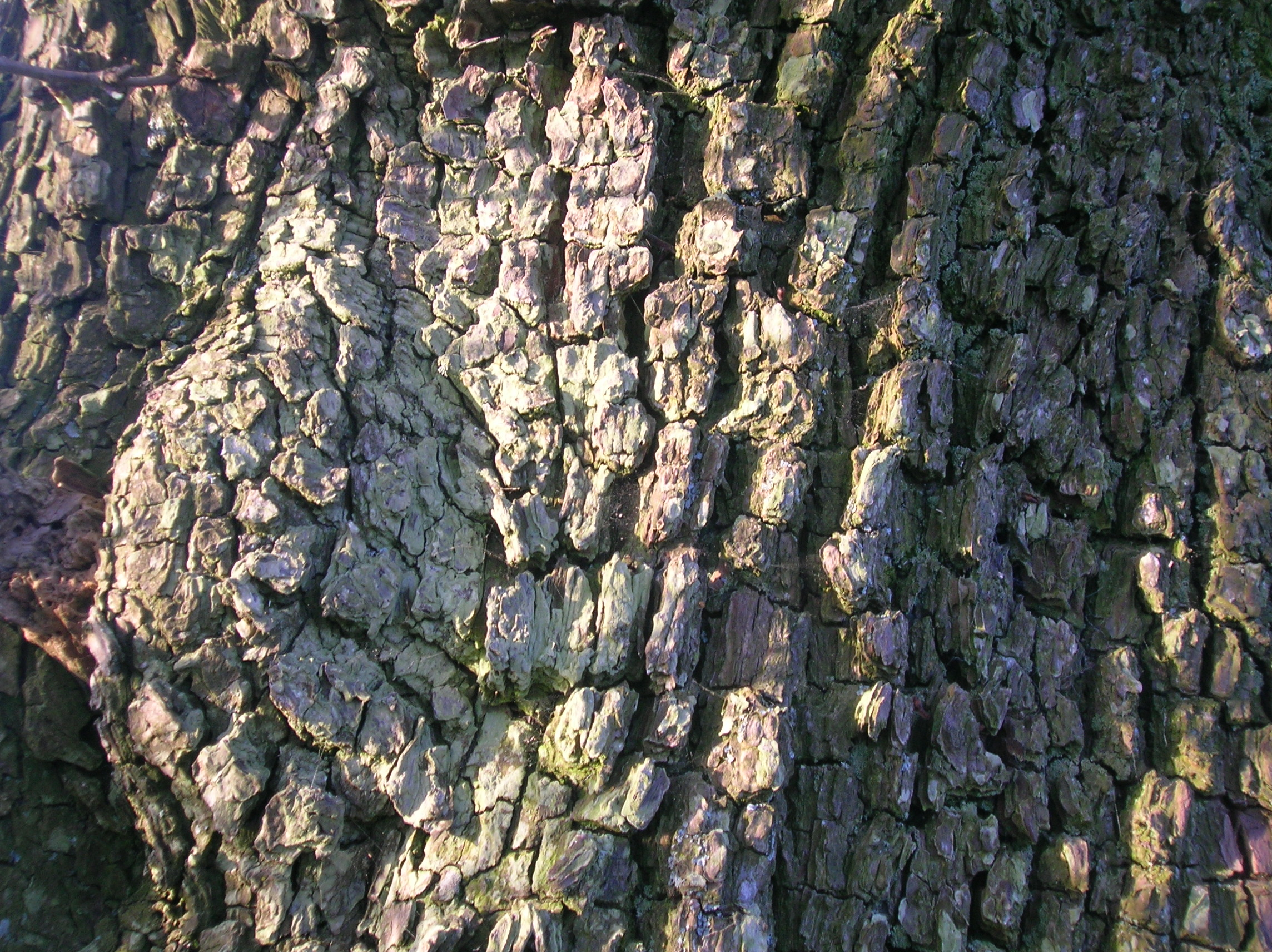
Vadkörtefa kérge

A fa kérge enyhén barázdált, pikkelyesen leváló. A fatest színe világos: enyhén barnásvörös, szürkés árnyalattal, tompa fénnyel. A vadkörte fájában a két évgyűrűpászta nem különíthető el határozottan.
Valamivel tartósabb fájú, mint a nemes körte. Ám faanyaga nem időjárásálló, ezért kültéri felhasználásra nem használható. Értékes bútor- és szobrászfa. A frissen fűrészelt fa gőzölve egységes rózsaszínű-barnás lesz, és javul a fa megmunkálhatósága is. Nehezen hasad, nem szívós és nem rugalmas, de könnyen hajlítható, finom egyenletes szövete miatt minden irányban jól faragható, esztergályozható, gyalulható vagy marható. Szárítása, ragasztása és felületkezelése is problémamentes. Sötétre pácolva az ébenfa helyettesítésére is alkalmas. Az egyenletes, finom pórusú, kellemes színárnyalatú faanyag igencsak esztétikus, az exkluzív termékek alapanyaga. Szépsége és szerkezete miatt különösen alkalmas arra, hogy frontfelületeket alakítsanak ki, vagy dekoratív parkettákat gyártsanak belőle. Körtefából készítenek mérő-  és rajzeszközöket, tanszeralkatrészt, különleges kefetesteket és háztartási eszközöket is. Európában a vadkörtefa-kivitel jó része Franciaországból, Hollandiából, Belgiumból, Svájcból és Ausztriából származik.
Levelei fiatalon gyengén molyhosak később lekopaszodók, szélük aprón fogazott. Lombhulláskor a levelek rendszerint megfeketednek. A virágok rövid kocsányú fürtben állnak. A virágtakaró levelek száma 5, a porzók száma jelentős.

## Felhasználása
- Termése fontos vadtáplálék, de éretten, kellemesen fanyar íze emberi fogyasztásra is alkalmassá teszi. Aszalványként ugyancsak fogyasztható. A friss gyümölcsből préselt lé kitűnő, a musthoz hasonlóan édeskés aromájú, szörpkészítésre is alkalmas. A kissé már megbarnult (szottyosodott) termésből jó ízű pálinka főzhető.
- Fája értékes bútor- és szobrászfa. Sűrű koronájában, idős korban kiodvasodó törzsében pedig rovar-, madár- és emlős fajok tucatjai találnak menedéket, fészkelő- és búvóhelyet.
- Gyógynövényként is használható. Drogja, szárított levelei előnyösek, arbutin tartalmuk miatt. A medveszőlőhöz és az áfonyalevélhez hasonlóan kiváló fertőtlenítő hatásúak.

## Termesztése
A vadkörtefák termését már a honfoglaló magyarok is gyűjtötték. Mivel a vadkörte a Kárpát-medencében őshonos, és idős kort megér, igen gyakran hagyásfák formájában is találkozhatunk velük az egykori oklevelek határjárási részeiben. Középkori írásos emlékeinkben, akárcsak az almák esetében, szintén találkozhatunk már körték fajtaneveivel is.
A vadkörte viszonylag gyorsan növő fafaj, fiatalon kismértékben árnytűrő, idősebb korban azonban határozottan fényigényes.